# مرد پیلتن

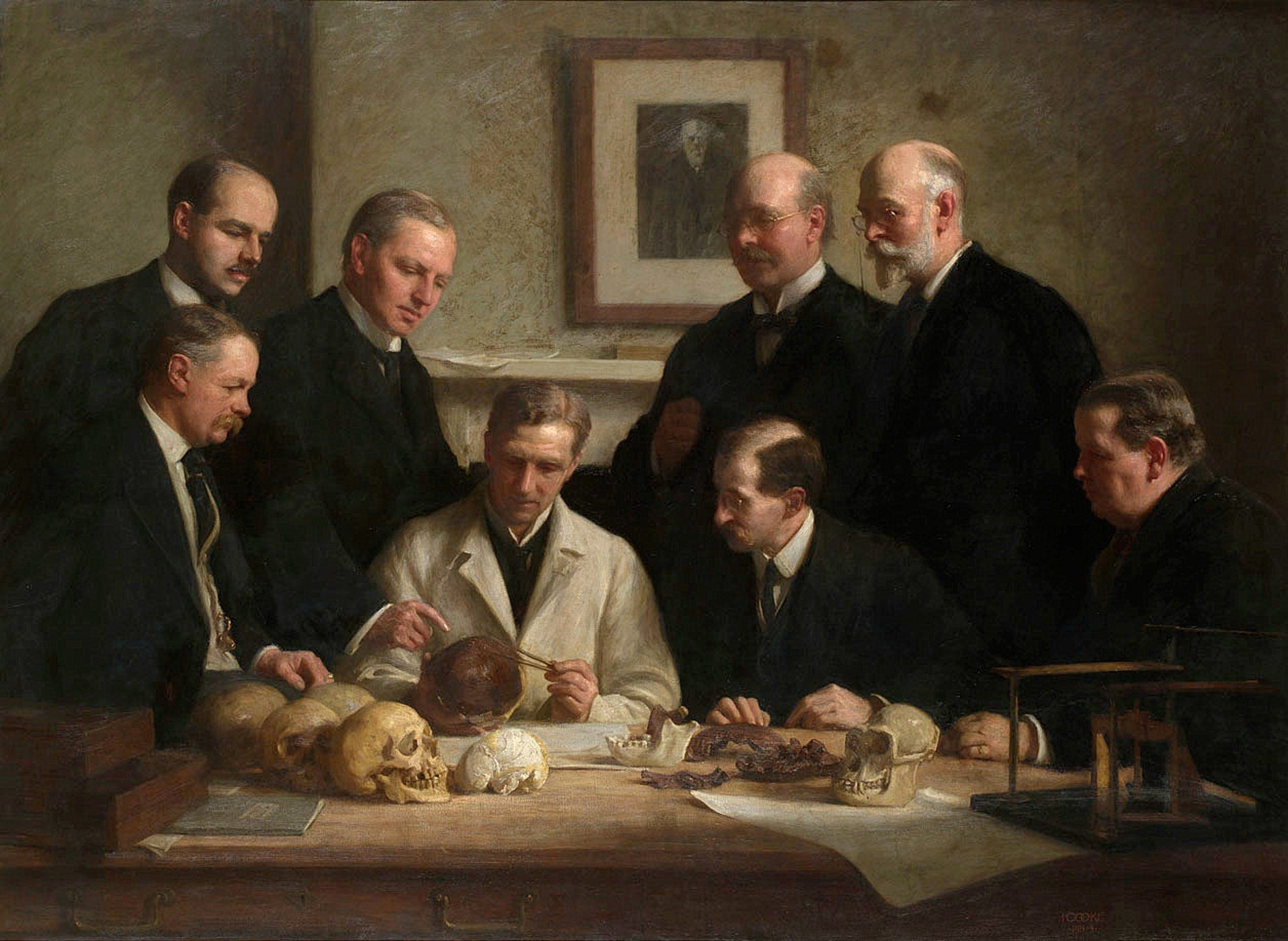
پرتره گروهی که در حال بررسی جمجمه مرد پیلتن است. ردیف پشتی (از چپ): FO Barlow، گرافتن الیوت اسمیت، Charles Dawson، آرتور اسمیت وودوارد. ردیف جلو: AS Underwood، آرتور کیت، WP Pycraft و ری لنکستر. به پرتره چارلز داروین روی دیوار توجه کنید. نقاشی جان کوک، ۱۹۱۵.

مرد پیلتن یا مرد پیلتداون (به انگلیسی: Piltdown Man)، یک دروغ و کلاهبرداری دربارهٔ دیرین‌مردم‌شناسی بود که در آن قطعه‌های استخوان به عنوان بقایای فسیل‌شده یک انسان اولیه ناشناخته ارائه می‌شد. اگرچه تقریباً از ابتدا تردیدهایی در مورد درستی آن وجود داشت، بقایای آن به‌طور گسترده برای سال‌های متمادی مورد پذیرش قرار می‌گرفت و جعلی بودن این دروغ تنها در سال ۱۹۵۳ به‌طور قطعی نشان داده شد. یک بررسی علمی گسترده در سال ۲۰۱۶ نشان داد که باستان‌شناس آماتور چارلز داوسون مسئول مدارک جعلی بوده‌است.

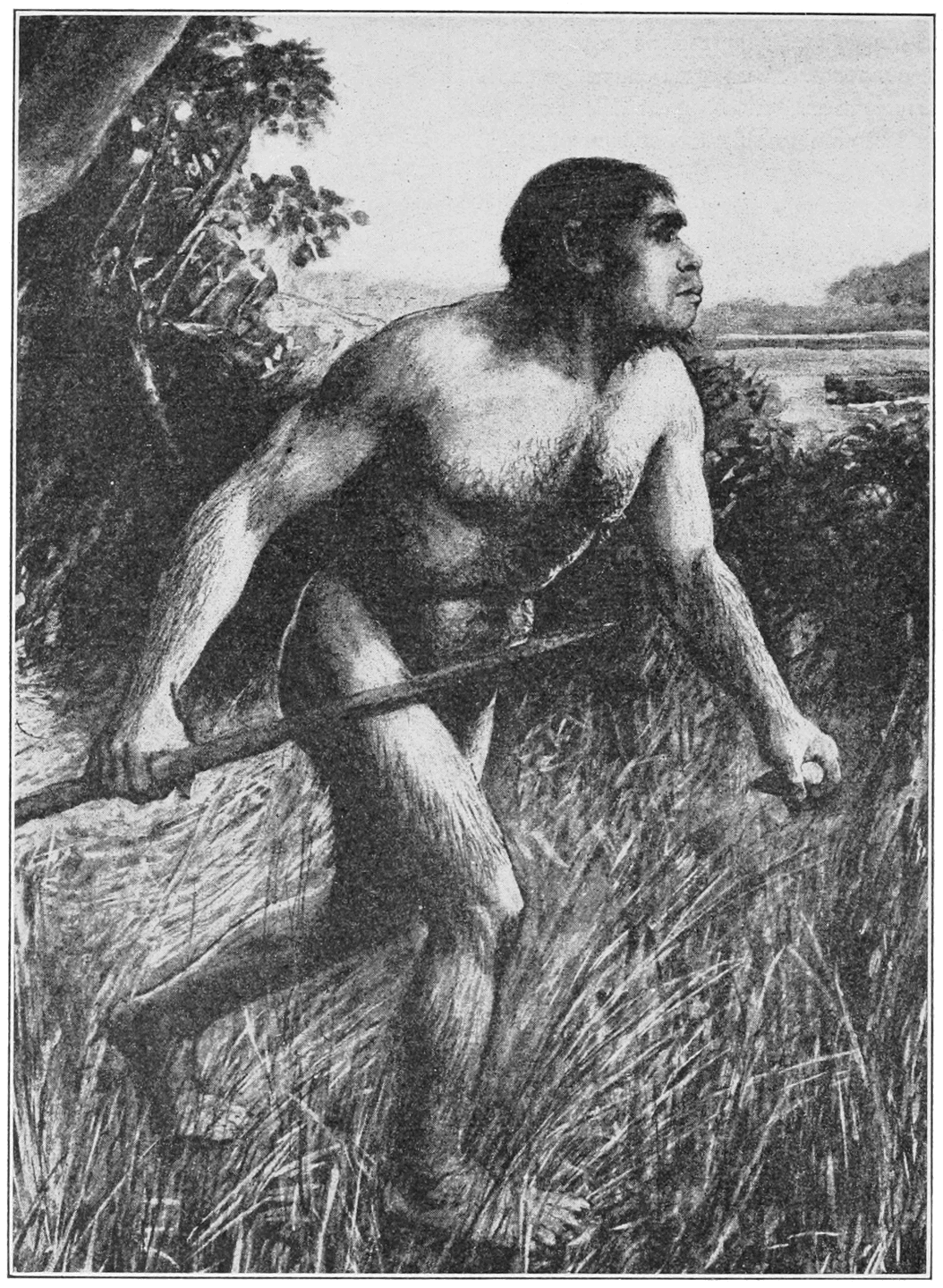
بازسازی ۱۹۱۳ از "Eoanthropus dawsoni"

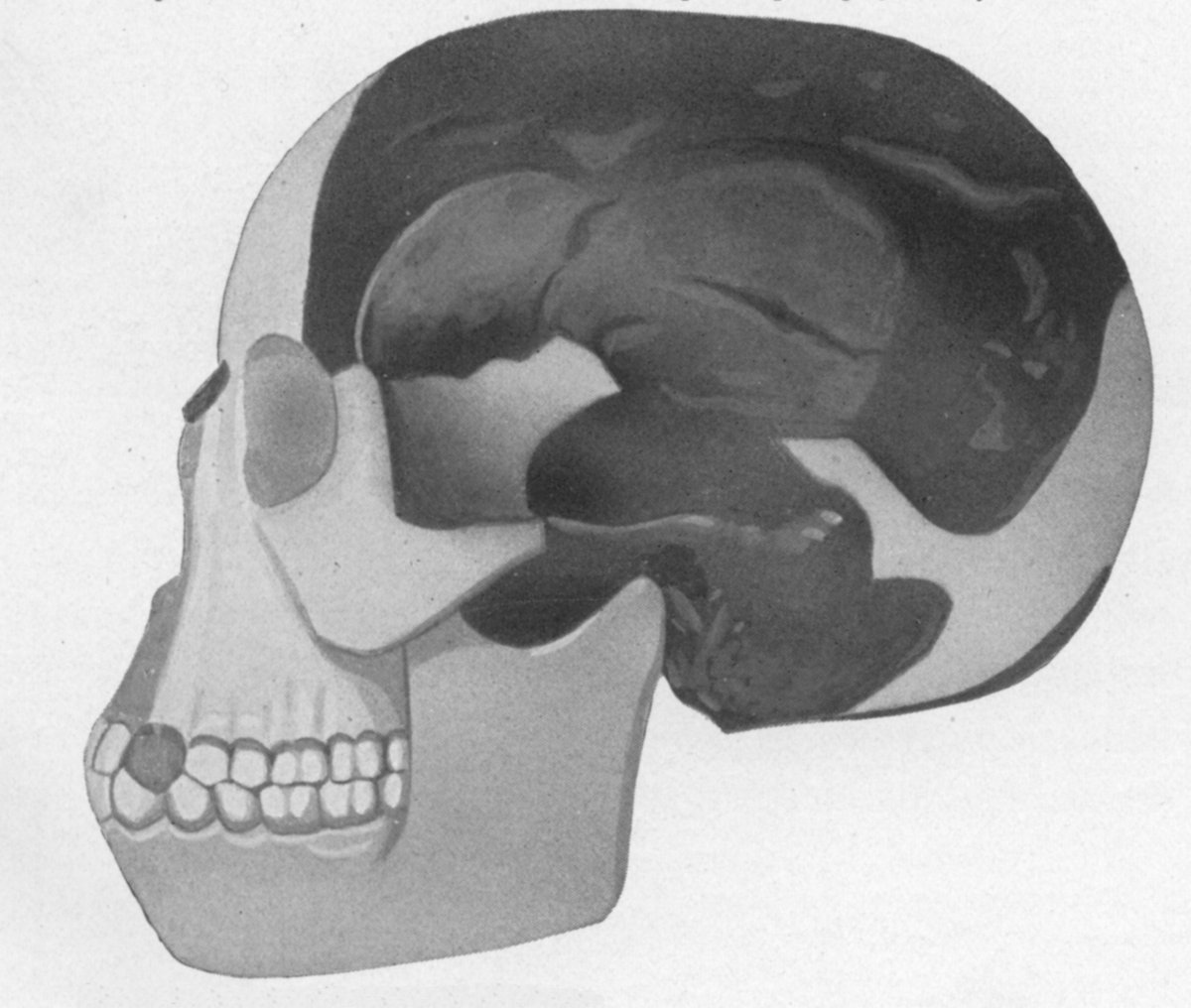
بازسازی جمجمه مرد پیلتن